# 长乐郡 (西晋)
长乐郡，中国两晋南北朝时设置的郡。
长乐郡为汉代的信都郡故地。西晋太康五年（284年）改安平国置长乐国。治信都县（今河北省冀州市），辖境相当今河北省冀州市、枣强县、武强县、武邑县、衡水市、南宫市、新河县、广宗县及威县北部地。属冀州。后赵改置为长乐郡，随后由前燕、前秦、后燕统辖。至北魏时，一直为冀州州治。随后由东魏、北齐、北周统辖。北周长乐郡下辖信都县、枣强县、下博县、阜城县、武强县。隋文帝开皇三年（583年）废长乐郡，地入冀州。